# Serçe Sarayı
Serçe Sarayı è un serial televisivo drammatico turco composto da 13 puntate, trasmesso su Star TV dal 5 marzo al 14 giugno 2015 in seguito alla cancellazione causata dai bassi ascolti. È diretto da Mesude Erarslan Tekin e Ömür Atay, scritto da Mustafa Mutlu, Arzu Daştan Mutlu, Nuriye Bilici, Rodi Güven Yalçınkaya e Şebnem Çıtlak, prodotto da Endemol Shine Turkey ed ha come protagonisti Songül Öden e Mert Fırat.

## Trama
Serçe è una donna trentenne che vive una vita tranquilla con i suoi due figli e la sorella a Istanbul. Ramazan è un uomo che dopo aver perso la moglie in un incidente stradale, non accetta di farsi corteggiare e decide di dedicarsi completamente ai figli e alla sorella.

## Episodi
| Stagione       | Episodi | Prima TV Turchia | Prima TV Italia |
| -------------- | ------- | ---------------- | --------------- |
| Prima stagione | 13      | 2015             | inedita         |

### Prima stagione (2015)
| n° | Titolo originale | Prima TV Turchia |
| -- | ---------------- | ---------------- |
| 1  | 1. Bölüm         | 5 marzo 2015     |
| 2  | 2. Bölüm         | 12 marzo 2015    |
| 3  | 3. Bölüm         | 19 marzo 2015    |
| 4  | 4. Bölüm         | 26 marzo 2015    |
| 5  | 5. Bölüm         | 2 aprile 2015    |
| 6  | 6. Bölüm         | 16 aprile 2015   |
| 7  | 7. Bölüm         | 23 aprile 2015   |
| 8  | 8. Bölüm         | 3 maggio 2015    |
| 9  | 9. Bölüm         | 10 maggio 2015   |
| 10 | 10. Bölüm        | 17 maggio 2015   |
| 11 | 11. Bölüm        | 24 maggio 2015   |
| 12 | 12. Bölüm        | 31 maggio 2015   |
| 13 | 13. Bölüm        | 14 giugno 2015   |

## Personaggi e interpreti
- Serçe, interpretata da Songül Öden.
- Kadir, interpretato da Mert Fırat.
- Ali Rıza, interpretato da Alican Yücesoy.
- Melike, interpretata da İpek Bağrıaçık.
- Bülent, interpretato da Serkan Ercan.
- Mahir, interpretato da Erkan Bektaş.
- Ramazan, interpretato da İsmail Demirci.
- Aliye, interpretata da Selen Öztürk.
- Süla, interpretata da Esra Dermancıoğlu.
- Safiye, interpretata da Gülin Karaman.
- Nermin, interpretata da Selen Domaç.
- Sinem, interpretata da İlayda Alişan.
- Sinan, interpretato da Efe Kayra Yıldırım.
- Memduh, interpretato da Turgay Kantürk.
- Tolga, interpretato da İsmail Ege Şaşmaz.
- Ferdi, interpretato da Tevfik Şahin.
- Umut, interpretato da Alihan Türkdemir.

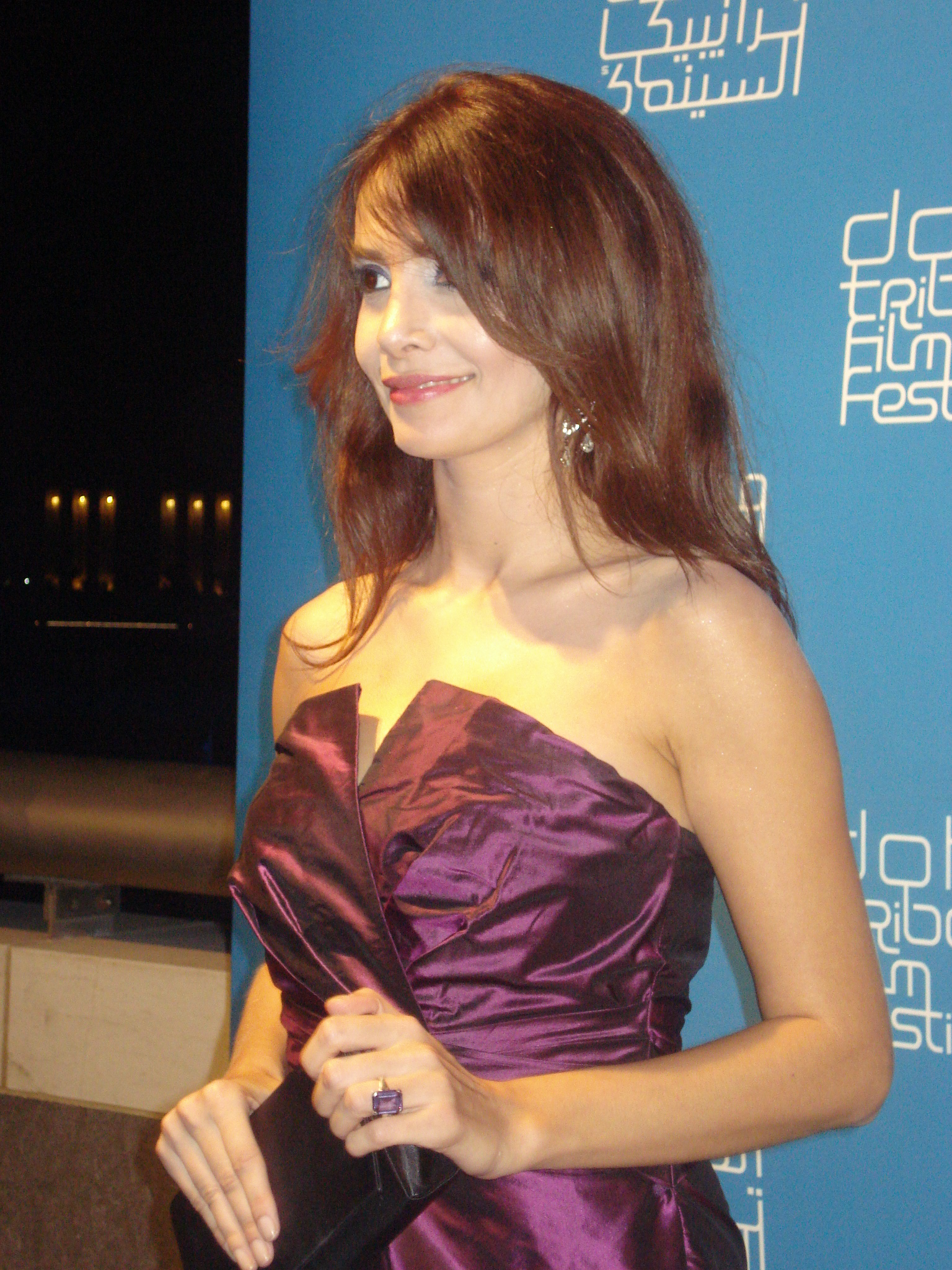
Songül Öden interpreta Serçe
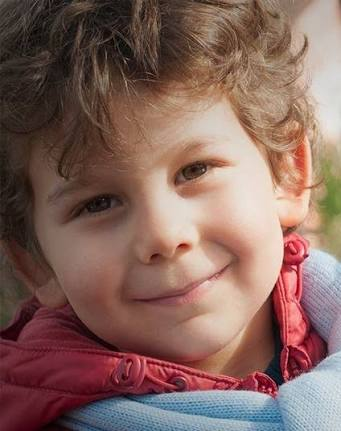
Alihan Türkdemir interpreta Umut

## Produzione
La serie è diretta da Mesude Erarslan Tekin e Ömür Atay, scritta da Mustafa Mutlu, Arzu Daştan Mutlu, Nuriye Bilici, Rodi Güven Yalçınkaya e Şebnem Çıtlak e prodotta da Endemol Prodüksiyon.

### Riprese
Le riprese della serie sono state effettuate interamente a Istanbul e nei dintorni.